# Paratamboicus metallicus
Paratamboicus metallicus is een hooiwagen uit de familie Sclerosomatidae.